# Watch the Sun Come Up
Won't Go Quietly is een nummer van de Britse artiest Example en is de eerste single van het tweede studioalbum Won't Go Quietly. Het nummer kwam beschikbaar op 20 september 2009. Een deel van de tekst van het nummer komt van een niet-uitgebracht nummer van Example: "One Night", en is afkomstig van zijn mixtape We Didn't Invent The Remix.